# Václav Řezáč
Václav Řezáč, właśc. Václav Voňavka (ur. 5 maja 1901 w Pradze, zm. 22 czerwca 1956 tamże) – czeski pisarz i publicysta, autor prozy psychologicznej i beletrystyki dziecięcej, przedstawiciel czeskiego socrealizmu.

## Życiorys
Urodził się w ubogiej dzielnicy praskiej Na Františku, wcześnie został osierocony przez ojca. Po uzyskaniu wykształcenia był w latach 1920-40 urzędnikiem państwowym, zarobkowo zajmując się także krytyką literacką i teatralną dla czasopism „Český svět” i „Eva”. Dopiero pod koniec lat 20. podjął działalność literacką, debiutując opowiadaniem Knír („Wąs” 1928), zamieszczonym w znanym czasopiśmie ilustrowanym „Světozor”.
W latach 1940–45 był redaktorem liczącego się i zaangażowanego dziennika „Lidové noviny”. Po wojnie redagował komunistyczny dziennik związkowy „Práce”, działał w związku literatów i w kinematografii czechosłowackiej. Jeden z głównych przedstawicieli rodzimego socrealizmu, wraz z Janem Drdą nadawał ton nowemu lewicowemu ukierunkowaniu w literaturze czeskiej. Od 1949 pełnił dożywotnio funkcję dyrektora państwowego wydawnictwa literackiego „Československý spisovatel”, które opublikowało 12-tomową edycję jego utworów. 
Był żonaty (1923) z pisarką Emą Řezáčovą; z dwóch jego synów jeden również był literatem, drugi – kompozytorem.   

## Twórczość
Jako autor prozy psychologicznej, stanowiącej najwartościowszą część jego twórczości, debiutował w czasach rozkładu tradycyjnych wartości mieszczańskich. W swych wcześniejszych utworach zasadniczą uwagę poświęcał mrocznym stronom psychiki, różnorodności ludzkich popędów i uczuć (powieści Czarne światło, Świadek), niekiedy dając też społeczną ocenę zjawisk (Ślepa uliczka). Za szczytowe osiągnięcie w jego twórczości uważana jest psychologiczna powieść Krawędź. Po 1948 powstawały utwory o mniejszych walorach literackich, za to twórczość jego była wysoko doceniana przez władze. W okresie powojennym stał się zdecydowanym rzecznikiem socjalistycznego realizmu, znajdującego wyraz zwłaszcza w propagandowej dilogii Powrót i Bitwa o zagospodarowywaniu poniemieckich ziem pogranicza. 
W latach międzywojennych znany również jako autor literatury dziecięcej (m.in. prozy inspirowanej twórczością Ericha Kästnera), po wojnie był też autorem scenariuszy i adaptacji filmowych. Jako publicysta sporadycznie używał pseudonimu R. Nový.

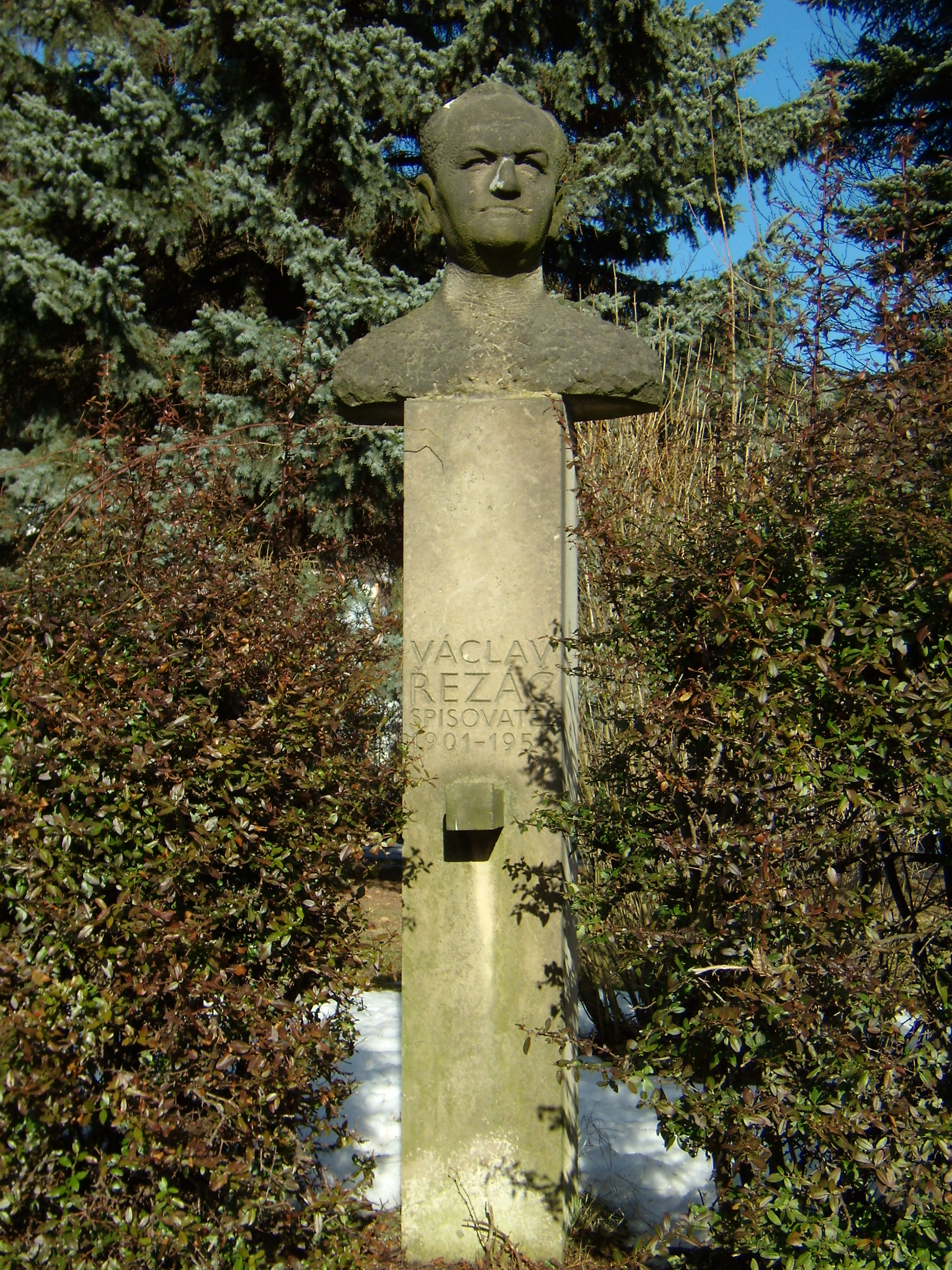
Pomnik pamięci pisarza w Perštejnie

### Ważniejsze utwory
- Fidlovačka/Szewskie święto (1933) – ilustrowane wiersze dla dzieci
- Poplach v Kovářské uličce/Alarm w Kowalskim Zaułku (1934) – opowiadanie dla dzieci
- Kluci, hurá za ním/Chłopaki, gońmy go! (1934) – opowiadanie dla dzieci
- Větrná setba/Siew na wietrze (1935) – powieść autobiograficzna
- Slepá ulička/Ślepa uliczka (1938) – powieść psychologiczna
- Černé světlo/Czarne światło (1940) – powieść psychologiczna
- Svědek/Świadek (1943) – powieść psychologiczna
- Stopy v písku/Ślady na piasku (1944) – zbiór  publicystyki (felietonów)
- Rozhraní/Krawędź (1945) – powieść psychologiczna
- Nástup/Powrót (1951) – powieść polityczna
- Bitva (1954) – jej kontynuacja
- Tváří v tvář/Twarzą w twarz (1956) – zbiór opowiadań